# Utro (ciruela)
Utro (en ruso: Утро) es una variedad cultivar de ciruelo (Prunus domestica), de las denominadas ciruelas europeas,
una variedad de ciruela obtenida en el "Instituto Panruso de Selección y Tecnología de Horticultura y Viveros". Las frutas tienen un tamaño grande, son de forma ovalada, con una capa cerosa blanquecina, color de piel principal amarillo verdoso, el color tegumentario tiene la apariencia de un rubor rosado en el lado soleado, y pulpa de color amarilla, la consistencia es finamente fibrosa, la densidad y jugosidad son promedio.

## Sinonimia
- "Утро",
- "Mañana",
- "Слива Утро",
- "Sliva Utro".[4][5]

## Historia
'Utro' es una variedad de ciruela creada por el equipo de obtentores H.K. Yenikeev, S.N. Satarova, y V.S. Simonov en el "Instituto Panruso de Selección y Tecnología de Horticultura y Viveros" mediante hibridación de 'Skorospelka Krasnaya' como "Parental Madre" x el polen de la variedad 'Renklod Ullensa' como "Parental Padre".
'Utro' está inscrita en el "Registro Estatal" para la Región Central de Rusia desde 2001.

## Características
'Utro' es un árbol de altura media. La copa es ovalada, la densidad y el follaje son promedio. El brote es marrón oscuro, desnudo. Los puntos son de tamaño mediano, desviados del brote. La lámina de la hoja es redondeada oval, el tamaño (largo por ancho) es de 74 cm², el color es verde claro, el grosor es superior al promedio, la superficie es arrugada, no hay pubescencia en la parte superior e inferior, el borde es uniforme. El pecíolo es de longitud media, tiene glándulas. En la flor los pétalos no están cerrados, el número de estambres es 21, el estigma del pistilo se encuentra por encima de los estambres, el ovario está desnudo, el cáliz tiene forma de copa, el pedúnculo es de longitud media, desnudo. El tipo de floración y fructificación es en ramas de ramo y espolones. El periodo medio de floración es del 12 al 20 de mayo. Es autofértil.
'Utro' tiene frutos de tamaño grande con un peso promedio de 26,0 g, ovalada, la forma de la parte superior y la base son ovaladas, el embudo en la base es pequeño, el aspecto del fruto es bueno, la sutura ventral está poco desarrollada; piel de grosor medio, con un color principal amarillo verdoso, el color tegumentario tiene la apariencia de un rubor rosado en el lado soleado, no hay pubescencia, hay una capa de pruina blanquecina; el pedúnculo es de longitud promedio, fruto se desprende del pedúnculo seco; la pulpa es de color amarilla, la consistencia es finamente fibrosa, la densidad y jugosidad son promedio. El contenido de azúcar y el aroma de la pulpa son promedio. La calificación de sabor es de 4 puntos. Composición química de la piel y la pulpa: contenido de materia seca - 14%, ácidos libres - 2,21%, azúcares - 8,27% ácido ascórbico - 16 mg / 100 gr.
Hueso es semi adherente, de tamaño mediano y se separa fácilmente de la pulpa.
El fruto madura en la segund y tercera decena de agosto. Los frutos son transportables.

## Usos
Los frutos son adecuados tanto para el consumo en fresco como para diversos tipos de procesamiento, entre otros, mermelada, conservas.

## Cualidades
El rendimiento es superior al promedio. La fructificación es relativamente regular.
El daño a brotes y ramas por las heladas invernales es promedio, y a los botones florales es importante. 
El grado de daño por enfermedades (clasterosporium, podredumbre del fruto) es bajo (0,5-1 punto), y por plagas (carpocapsa y pulgones) es promedio (2,5-3 puntos). 
La variedad es apta para la producción, pero no para la horticultura intensiva. 
Ventajas de la variedad: autofertilidad, fructificación regular, precocidad, resistencia a enfermedades. 
Desventajas de la variedad: menor resistencia al invierno.